# Bjursundsbron
Bjursundsbron är en bro över Bjursund i norra Västerviks kommun. Den leder främst till och från orter som Loftahammar, Källvik och Hallmare. 
Bron är 416 m lång med en segelfri höjd av 15 m. Den är en del av länsväg 213.

## Historik
- 1940 Frågan om bro över Bjursund norr om Västervik kom upp i Loftahammar kommunfullmäktige och blev därefter en följetong. Sjöfartsverket hindrade bygget med att kräva en segelfri höjd av 30 m efter gamla tiders segelskutor. Loftahammar ligger visserligen på en halvö och är förbundet med fastlandet, men fastlandsvägen är en milslång omväg för den som ska söderut mot Västervik och dessutom en riktigt dålig väg varför de flesta som skulle till Loftahammar tog vägfärjan över Bjursund.
- 1960 Bjursunds gamla betongfärja gjorde sin sista tur efter 18 års tjänst och ersattes av en dieseldriven stålfärja. Man investerade i en ny färja under tiden som man väntade på ett brobygge.
- 1979 kom beskedet från Vägverket: En bro skulle byggas. Brobygget motiverades med att den skulle bidra till att stärka skärgårdens näringsliv och hindra Loftahammar från att avfolkas samt stärka turismen i området. Brobygget startade två år senare.
- 1983 Bjursundsbron över till Loftahammar invigdes av landshövding Eric Krönmark.